# 직각 (조선 관직)
직각(直閣)은 조선 후기의 관직이다. 규장각 소속으로 정3품에서 종6품까지 있었으며, 이전에 홍문관에서 일한 사람 중에서 선발하였다. 교서관이 규장각 외각으로 편제된 이후에는 외각의 교리를 겸직하였다.